# Merlara
Merlara ist eine italienische Gemeinde (comune) mit 2557 Einwohnern  (Stand 31. Dezember 2023) in der Provinz Padua, Region Venetien. 

## Geographie
Der Ort liegt auf einer Höhe von 12 m s.l.m.. Die Nachbargemeinden sind Casale di Scodosie, Castelbaldo, Masi, Padua d’Adige, Terrazzo und Urbane. Die Gegend ist landwirtschaftlich geprägt und lebt vorrangig von Weinbau sowie vom Getreide-, Obst- und Gemüseanbau.

## Weinbau
Die Gemeinde und ihr Umland geben einem italienischen Weinbaugebiet innerhalb der Provinzen Padua und Verona seinen Namen. Das Gebiet hat seit dem 13. Juli 2000 den Status einer „kontrollierten Herkunftsbezeichnung“ (Denominazione di origine controllata – DOC), die zuletzt am 7. März 2014 aktualisiert wurde.

### Anbaugebiet
Der Anbau und die Vinifikation sind in folgenden Gemeinden gestattet:
- in der Provinz Padua: Masi, Castelbaldo, Merlara, Urbana und Casale di Scodosia und in Teilen der Gemeinde von Montagnana
- in der Provinz Verona: Terrazzo, Bevilacqua und Boschi Sant’Anna

### Erzeugung
Innerhalb der Herkunftsbezeichnung sind eine ganze Reihe von Weintypen zugelassen:
Verschnittweine (Cuvées)
- Merlara Rosso: Rotwein (auch als „Novello“), der zu 50–70 % aus Merlot hergestellt wird. Höchstens 50 % andere analoge Rebsorten dürfen (einzeln oder zusammen) zugesetzt werden.
- Merlara Bianco: Weißwein (auch als Frizzante), der zu 50–70 % aus Tocai Friulano gekeltert wird. Höchstens 50 % andere analoge Rebsorten dürfen (einzeln oder zusammen) zugesetzt werden.

Fast sortenreine Weine
Sie werden als Merlara …, gefolgt von der jeweiligen Rebsorte, bezeichnet. Die genannte Rebsorte muss zu mindestens 85 % enthalten sein. Höchstens 50 % andere analoge Rebsorten, die für den Anbau in den Provinzen Padua und Verona zugelassen sind, dürfen zugesetzt werden.
- Merlara Tai (Tocai Friulano)
- Merlara Malvasia (aus Malvasia Istriana)
- Merlara Chardonnay (auch als Frizzante);
- Merlara Pinot Grigio
- Merlara Pinot bianco
- Merlara Riesling
- Merlara Merlot
- Merlara Cabernet Sauvignon
- Merlara Cabernet (aus Cabernet Franc und/oder Cabernet Sauvignon und/oder Carmenère)
- Merlara Refosco dal Peduncolo Rosso oder einfach Merlara Refosco
- Merlara Raboso (aus Raboso Piave und/oder Raboso Veronese)
- Merlara Marzemino frizzante